# کیوهی اودا
کیوهی اودا (انگلیسی: Kyohei Ueda؛ زادهٔ ۷ مهٔ ۱۹۹۹) بازیکن فوتبال اهل ژاپن است.
از باشگاه‌هایی که در آن بازی کرده‌است می‌توان به باشگاه فوتبال سرزو اوساکا اشاره کرد.